# Церковь Никиты Мученика (Кабаново)
Церковь Никиты Мученика — приходской храм Ликино-Дулёвского благочиния Балашихинской епархии Русской православной церкви в деревне Кабаново Орехово-Зуевского городского округа Московской области, построенная в 1890 году. Здание церкви является выявленным объектом культурного наследия и находится под охраной государства. В настоящее время храм действует, ведутся богослужения.

## История храма
Согласно историческим документам, деревня Кабаново была известна еще с XVII века. Собственная церковь у жителей населённого пункта появился лишь в 1890 году.
Сам же деревянный храм намного старше Кабановского прихода. Сооружение было построено ещё в 1860 году в деревне Дубровка Московской губернии, причем из древесного материала другой разобранной церкви села Нестерово, датируемой 1702 годом. Затем куплен и перевезён. 
Перевезённое деревянное строение было установлено на фундамент, после чего стали проводиться ремонтно-реставрационные работы. Экстерьер был обшит тесом, интерьер – отштукатурен.

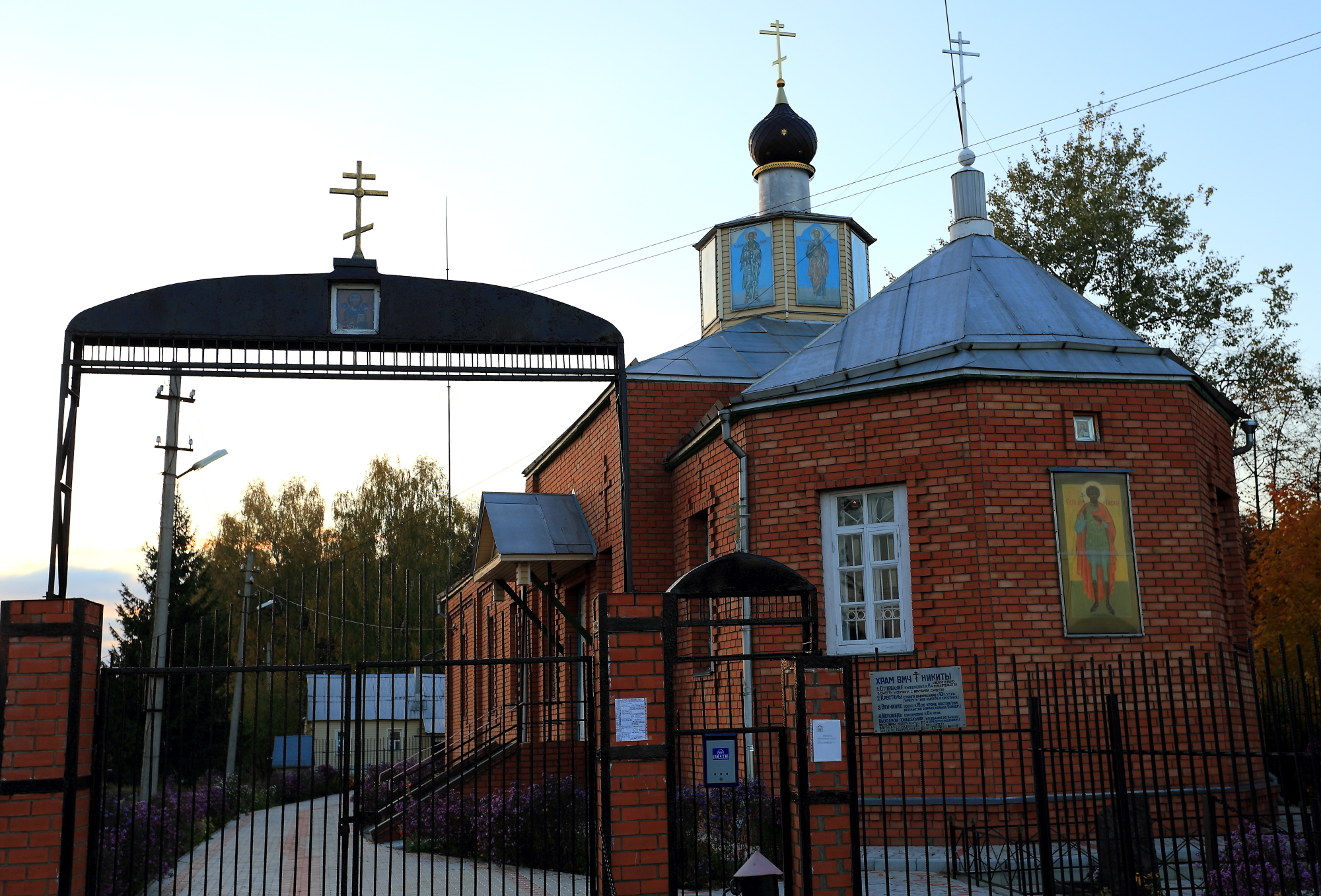
Центральные ворота

Документы архива уточняют, что освящение церкви было проведено 30 января 1890 году. Высокая звонница стала украшением здания. В 1933 году в неё попала молния. Храм был спасён от пожара, а вот колокольня была утрачена.
В эпоху советской власти Никитская церковь была закрыта, приход ликвидирован. В 1937 году богослужения здесь прекратились, а колокола были сняты. Настоятель церкви протоиерей Василий Максимов был репрессирован и расстрелян 23 сентября 1937 года на Бутовском полигоне под Москвой.
Само здание церкви уцелело, благодаря монахине Евфимие. Старожила отмечают, что несмотря на закрытие храма, в большие Православные праздники люди собирались вместе в храме и пели песнопения, проводили уборку, молились. 

## Возрождение
Церковная жизнь в деревне Кабаново возродилась в 1953 году. В соседнем селе была закрыта церковь Троицкого погоста, что на речке Берёзовке, а взамен власти разрешили открыть Никитскую в Кабаново.
В 1957 году храм серьезно пострадал от пожара – сгорела колокольня, была повреждена крыша с большим куполом, верхняя часть иконостаса. За четыре года строительных работ святыню удалось восстановить. Настоятелем храма в эти годы был священник Павел Фелицын. После этих работ немного была изменена планировка, алтарная часть расширена, объем сооружения увеличен. Жители окрестных населённых пунктов в дар церкви преподнесли несколько икон.
До начала 1990-х Никитский приход был единственным действующим в округе.
В 1996 году состоялась капитальная реконструкция – церковь была обложена кирпичом. В 2009 году рядом с храмом была возведена колокольня.
Храм действует, в нём проводятся богослужения. 